# 정혜연
정혜연(鄭惠然, 1989년 11월 21일 ~ )은 대한민국의 약사, 정치인이다. 정의당 내에서 진보너머라는 단체를 조직했다.(2020년 8월에 진보너머를 탈퇴한 사실을 밝혔다.) 2020년 7월에는 자살한 박원순을 비판한 류호정 의원 등을 비판해 당내 마찰이 있었다.

## 학력
- 이화여자대학교 약학과 학사 졸업

## 경력
- 2017.07 ~ 2019.07 정의당 부대표
- 정의당 청년본부 본부장
- 정의당 대선온라인자원봉사실천단장
- 정의당 성소수자위원회 위원장
- 중앙보훈병원 야간약사
- 10대부터 알아야 할 노동 인권 이야기, 열가지 당부 공저자
- 제7대 전국동시지방선거 서울시의원 비례대표 후보
- 진보너머 공동대표
- 성동구약사회 약사
- 심상정 대표 노동특보
- 정의당 서울시당 성동구 지역위원회 부위원장

## 역대 선거 결과
|  | 9.69% |

|  | 4.21% |